# NGC 44
NGC 44は、アンドロメダ座にある二重星である。1827年11月22日にジョン・ハーシェルが発見したとされる。ニュージェネラルカタログには、「極度に暗く、非常に小さい」と記されている。